# چشتیان، پاکستان
چشتیان (به اردو: چشتیاں) شهری در ایالت پنجاب (پاکستان) کشور پاکستان است که در سرشماری سال ۲۰۰۶ میلادی، ۱۲۵٫۱۷۸ نفر جمعیت داشته است.

## نگارخانه

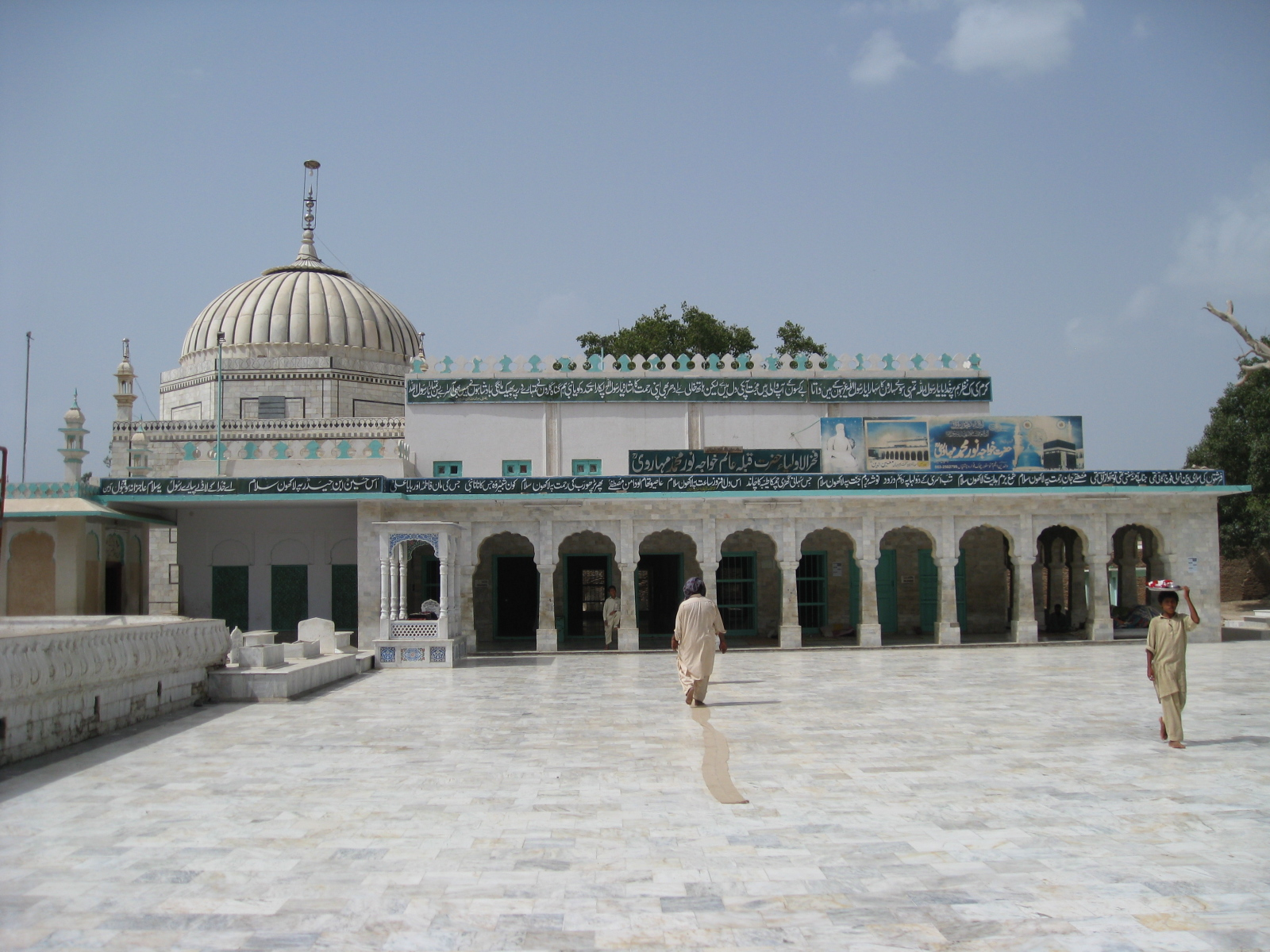